# Philippe Spinelli
Philippe Spinelli (15 de mayo de 1956) es un deportista francés que compitió en remo como timonel. Ganó una medalla de plata en el Campeonato Mundial de Remo de 1991, en la prueba de ocho con timonel ligero.

## Palmarés internacional
| Campeonato Mundial | Campeonato Mundial | Campeonato Mundial | Campeonato Mundial      |
| Año                | Lugar              | Medalla            | Prueba                  |
| ------------------ | ------------------ | ------------------ | ----------------------- |
| 1991               | Viena (Austria)    | Medalla de plata   | Ocho con timonel ligero |